# Hästskokastning

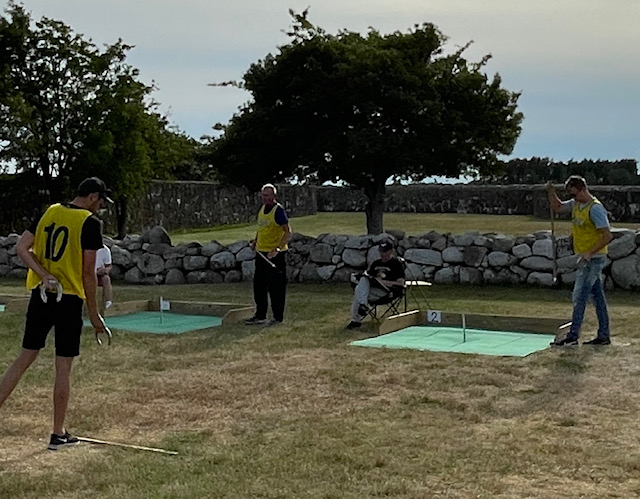
Tobias Gneupel kastar hästsko på Sweden Masters 2022. Bela Bodi som domare och Mattias Olsson plockar.

Hästskokastning, eller kasta hästsko, är en sport där två personer eller grupper tävlar om att kasta hästskor mot en järnpinne från ett visst avstånd, vanligen sex meter. Hästskokastning har enligt vissa uppgifter funnits ända sedan Romartiden. I moderna spel används stiliserade hästskor, ungefär dubbelt så stora som de verkliga. I Sverige finns två tävlingsvarianter hästskokastning; Hästskovarpa (där kastavstånden uppgår till tio meter) och banhästskokastning. Carlskrona Hsc förde sporten till Sverige från Polen och reglerna kommer från Italien, och Sveriges första tävling arrangerades på Verkö utanför Karlskrona i september 1993. Svenska Hästskokastarförbundet, SvHKF, bildades den 12 maj 1996. 

## Spelregler i banhästskokastning

### Spelbanan
Avståndet från kastlinjen till stolpen ska vara 6 meter (5 meter för miniorer). Banans totala mått bör vara 10 meter lång och 3 meter bred, med en matta som är 2x2 meter. Kastområdet bör vara inhägnat, så att kastarna ej störs. Vid tävlingar inomhus skall en cirka 1,5cm tjock skumgummimatta användas som underlag. Fri höjd bör vara minst 2,40 meter. Pinnen skall vara i järn och ha en diameter på 2 cm och höjden 35 cm över mattan. Inomhus bör plattan till pinnen vara 40 cm och 2–3 mm tjock. Utomhus bör pinnen slås ner 40–50 cm i marken, så den inte börjar röra sig. Den bör också var ljus, för att ej smälta ihop med matta och sarg. Sargen bör vara 20–30 cm hög, men något högre inomhus för att inte skorna skall hamna utanför banan. Hästskon skall vara godkänd av förbundet och väga mellan 470 och 500 gram. Deltagare upp till och med 12 år (miniorer) kastar från 5 meter, juniorer (13–18 år) och seniorer (19 år och uppåt) kastar från 6 meter.

### Poängberäkning
Om skon lägger sig runt pinnen, eller hänger på pinnen, får deltagaren 20 poäng. Hästskon räknas som runt pinnen om man kan hålla en linjal mellan bägge spetsarna på hästskon. Om skon träffar pinnen och lägger sig i den innersta rutan tilldelas 7 poäng, och 3 poäng om skon träffar pinnen och lägger sig på linjen eller i den yttersta rutan. Om skon träffar sargen, hamnar utanför mattan eller landar innan mattan blir det 0 poäng. Hamnar hästskon på någon linje räknas den lägre poängen (se figur).
Är inte kastaren på plats inom 1 minut, blir det 0 poäng i den omgången.

### Tävlingsmoment
En serie består av fem omgångar, där varje deltagare kastar fem skor per omgång. Efter varje kastad sko beräknas poängen. Därefter plockas skon upp av plockaren. En tävling består oftast av två serier. Vid lika resultat avgörs matchen från sju meter. Deltagarna kastar då fem skor var, vilket även gäller vid lagtävling.

### Tävlingar i Sverige
Säsongen börjar 1 maj och avslutas 30 april. Antal tävlingar på en säsong varierar beroende på hur många klubbar som har möjlighet att anordna tävlingar. Vanligen är det runt 15 tävlingar per år, utomhus från maj till september och inomhus resterande del av året. De flesta tävlingar ger poäng både på Sverigerankingen och Grand Prix (Klass 1, 2, 3 och 4) och avgörs på 50 kast (2 serier). I princip alla tävlingar är öppna för vem som helst att delta i. Begränsningar för vilka som får delta kan finnas vid tex distriktsmästerskap eller rena nöjestävlingar. Flertalet tävlingar spelas på två platser samtidigt, via länk. Då är det en ort som är huvudarrangör och en annan ort där man kan kasta samtidigt via länk. Detta för att öka antalet deltagare och för att undvika långa resor, exempelvis kan huvudarrangören ha tävlingen i Karlskrona och att det samtidigt går att kasta i Norrtälje via länk.

### Sweden Masters
Sweden Masters är en årlig tävling som arrangeras av Svenska Hästskokastarförbundet. Sweden Masters avgörs genom 50 kast (2 x 25). Totalt 20 kastare är kvalificerade baserat på föregående säsongs prestation enligt följande:
- De 6 bästa i seriespelsrankingen, de 5 bästa på Sverigerankingen.

- Senaste Herr- och Damsegrare från Inne-SM och Ute-SM.

- Segrarna i klass 1, 2, 3, 4 samt förra årets Mastersvinnare.

- Om SM-vinnarna, klassvinnarna eller förra årets Mastersvinnare finns bland de bästa på Sverigerankingen och seriespelsrankingen blir det placering 6,7,8,9,10 osv. på Sverigerankingen som kommer med.

Här hittar du samtliga vinnare i Sweden Masters genom tiderna.

#### De högsta enskilda resultaten genom tiderna i Sweden Masters[3]
500 poäng – Sandor Bodi – 2002 i Tingsryd, Vinnare
465 poäng – Kent Sundahl – 2022 i Kristianopel, Vinnare
465 poäng – Sandor Bodi – 2020 i Tingsryd, Vinnare
463 poäng – Kristian Jältsäter – 2022 i Kristianopel, 2:a plats
463 poäng – Leo Andersson – 2006 i Dalskär, Vinnare

## Klubbar i Sverige

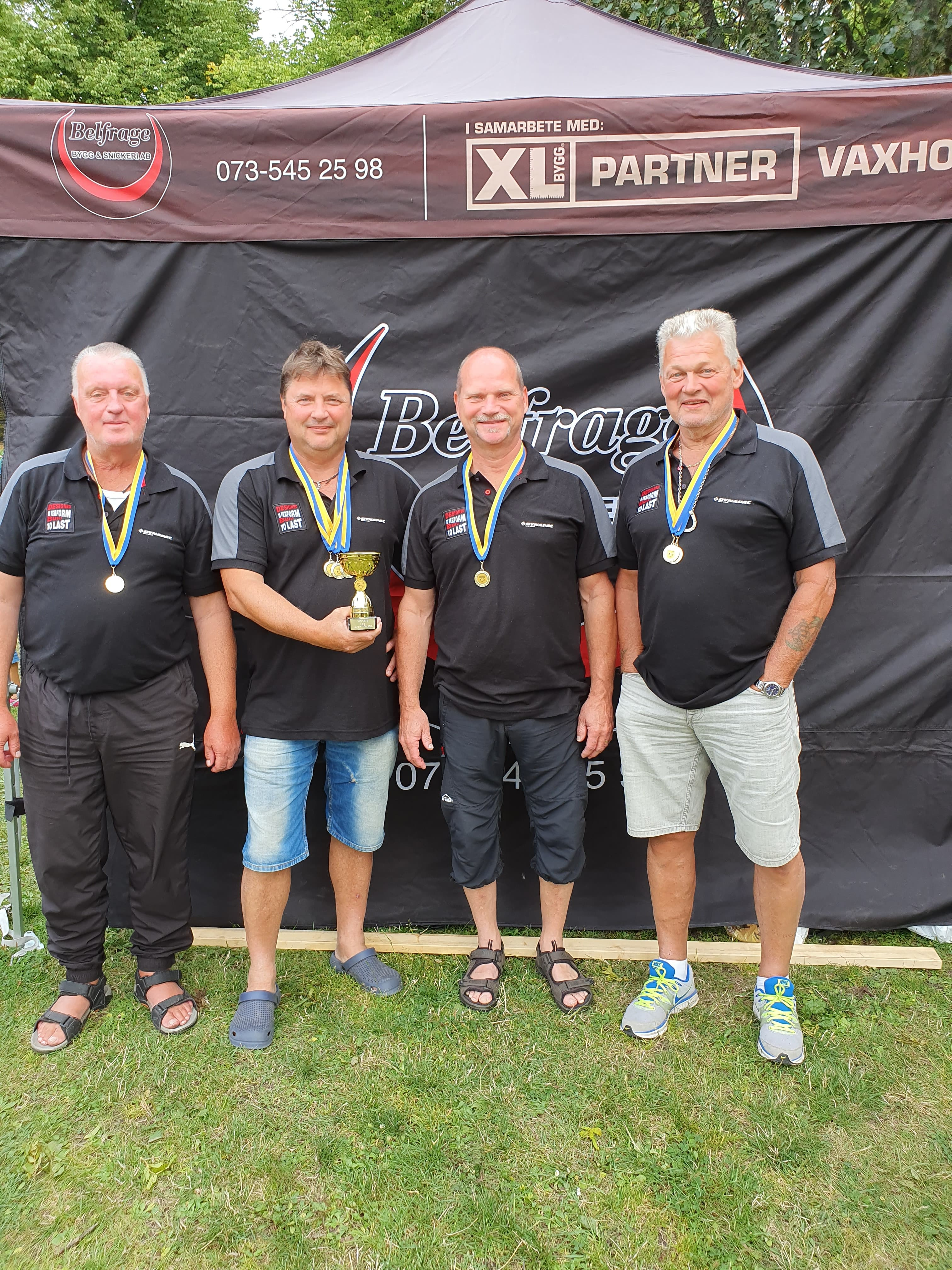
Dynapac lag 1 som vann lagklassen i Vaxholm Open.

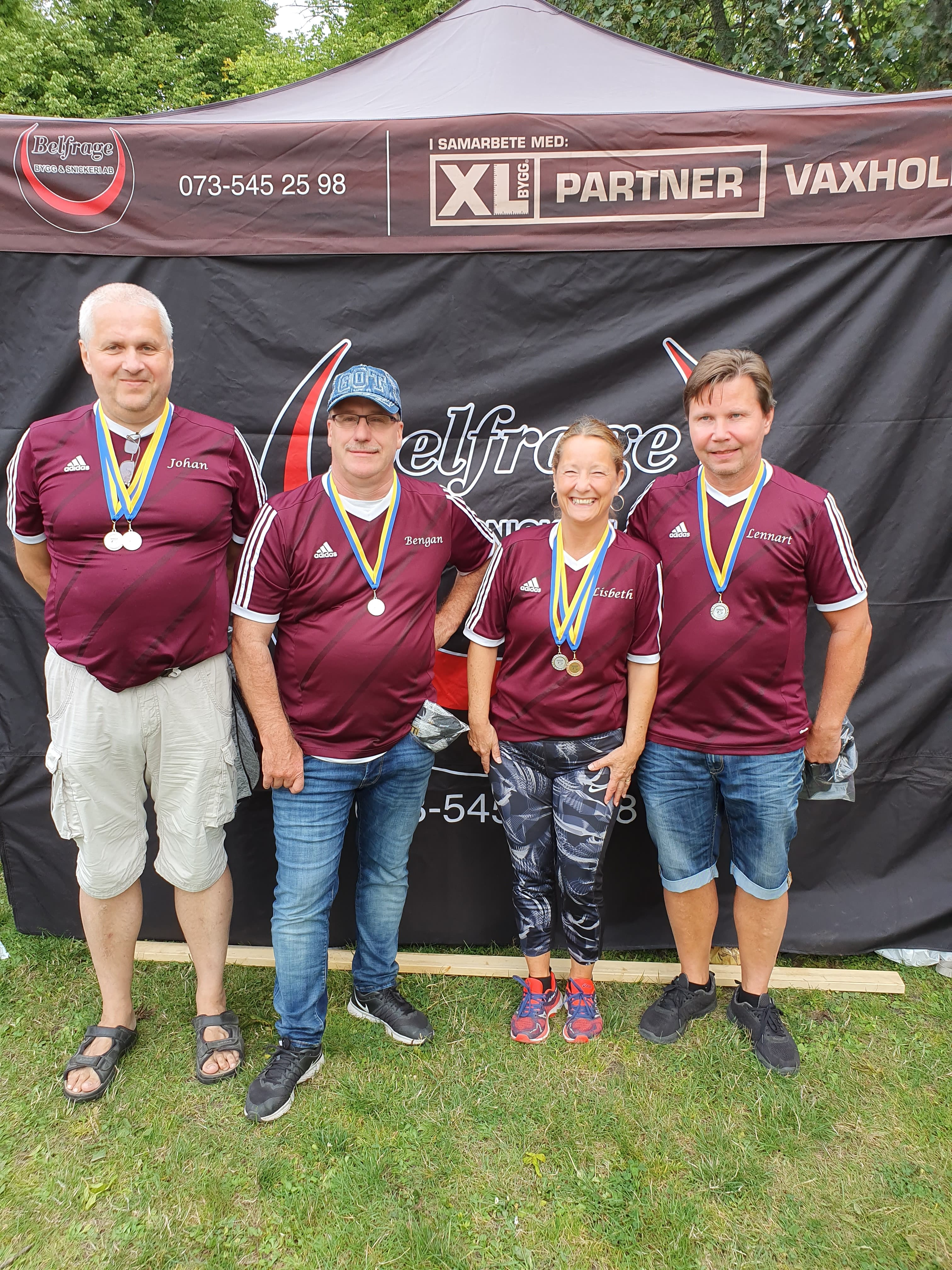
Tingsryds lag som blev 2:a i Vaxholm Open

Följande klubbar är aktiva i banhästskokastning i Sverige:
- Alvesta HSK

- Balders HSK
- Carlskrona HSC
- Dynapac
- HSK Tingzås
- Jämjö HSK
- Korpen Nybro
- Korpen Åseda
- Lanternan BC
- Lessebo HSK
- Sibbamåla Hästskokastare
- Team Småland HSK
- Tingsryd HSC
- Vaxholm HSK
- Värends HSK
- Växjö HSK

## Svenska Mästerskapet
Det svenska mästerskapet avgörs på olika platser varje år, exemplvis utomhus-SM 2020 och 2022 avgjordes i Kristianopel. Det finns även inomhus-SM, men under 2020 blev det inställt på grund av Corona-pandemin. Mästerskapen är uppdelade i flera klasser; alla herrar tävlar i herrklassen, och damerna i damklassen. Förutom dessa tävlar man i Lag (ej inomhus-SM, där avgörs SM genom seriespel), Dubbel, Mixed, Junior och Minior. Dessutom tillkommer tävling i klasserna 1–4, då klasstillhörigheten bestäms av hur många tävlingar och poäng man samlat under senaste säsongen. Nya kastare börjar således i klass 4 och under säsongerna så kan man ta sig vidare upp i klasserna beroende på sina resultat.
Medaljligan genom tiderna toppas av Sandor Bodi (uppdaterat 2022).
| Individuella SM-medaljligan Topp 8 | Individuella SM-medaljligan Topp 8 | Individuella SM-medaljligan Topp 8 | Individuella SM-medaljligan Topp 8 | Individuella SM-medaljligan Topp 8 | Individuella SM-medaljligan Topp 8 |  |
| ---------------------------------- | ---------------------------------- | ---------------------------------- | ---------------------------------- | ---------------------------------- | ---------------------------------- |  |
| Namn                               | Klubb                              | Medaljer                           | Guld                               | Silver                             | Brons                              |  |
| Sandor Bodi                        | Växjö Hsk                          | 89                                 | 39                                 | 30                                 | 20                                 |  |
| Maj Britt Jarl                     | Växjö Hsk                          | 64                                 | 34                                 | 18                                 | 12                                 |  |
| Jabir Malghouth                    | Växjö Hsk                          | 45                                 | 27                                 | 7                                  | 11                                 |  |
| Leo Andersson                      | Carlskrona Hsc                     | 36                                 | 17                                 | 9                                  | 10                                 |  |
| Kent Sundahl                       | Carlskrona Hsc                     | 35                                 | 12                                 | 8                                  | 15                                 |  |
| Gert Karlsson                      | Korpen Åseda                       | 35                                 | 11                                 | 16                                 | 8                                  |  |
| Tomas Lindahl                      | Korpen Åseda                       | 33                                 | 12                                 | 16                                 | 5                                  |  |
| Tobias Gneupel                     | Sibbamåla if                       | 31                                 | 13                                 | 10                                 | 8                                  |  |

## Svenska rekord
| Svenska Rekord inomhus 25 kast | Svenska Rekord inomhus 25 kast            | Svenska Rekord inomhus 25 kast | Svenska Rekord inomhus 25 kast | Svenska Rekord inomhus 25 kast | Svenska Rekord inomhus 25 kast |
| ------------------------------ | ----------------------------------------- | ------------------------------ | ------------------------------ | ------------------------------ | ------------------------------ |
| Herrar                         | Sandor Bodi                               | Växjö Hsk                      | 361                            | 2012-03-31                     | Seriespel                      |
| Damer                          | Maj-Britt Jarl                            | Växjö Hsk                      | 263                            | 2010-03-13                     | Seriespel                      |
| Pojkminior                     | Alexander Lundqvist                       | Alvesta Hsk                    | 352                            | 2016-03-05                     | DM Småland                     |
| Flickminior                    | Sandra Widlund                            | Växjö Hsk                      | 252                            | 2019-03-30                     | Seriespel                      |
| Pojkjunior                     | Tobias Gneupel                            | Sibbamåla IF                   | 320                            | 2012-09-22                     | Seriespel                      |
| Flickjunior                    | Johanna Dahl                              | Växjö Hsk                      | 223                            | 2005-11-19                     | Seriespel                      |
| Minior dubbel                  | Emil Milsten/Tobias Gneupel               | Sibbamåla IF                   | 294                            | 2009-02-21                     | SM                             |
| Junior dubbel                  | Hathaichonlanee Phaengphui/Sandra Widlund | Växjö Hsk                      | 338                            | 2019-02-09                     | DM Småland                     |
| Senior dubbel                  | Sandor Bodi/Tobias Vikström               | Växjö Hsk                      | 568                            | 2013-09-21                     | Seriespel                      |
| Mixed dubbel                   | Sandor Bodi/Maj-Britt Jarl                | Växjö Hsk                      | 544                            | 2011-02-19                     | Seriespel                      |
| 4-mannalag                     | Sandor, Jabir, Maj-Britt, Tobias          | Växjö Hsk                      | 836                            | 2014-04-26                     | Tingsryd Open                  |

| Svenska Rekord inomhus 50 kast | Svenska Rekord inomhus 50 kast            | Svenska Rekord inomhus 50 kast | Svenska Rekord inomhus 50 kast | Svenska Rekord inomhus 50 kast | Svenska Rekord inomhus 50 kast |
| ------------------------------ | ----------------------------------------- | ------------------------------ | ------------------------------ | ------------------------------ | ------------------------------ |
| Herrar                         | Sandor Bodi                               | Växjö Hsk                      | 553                            | 2014-04-26                     | Tingsryd Open                  |
| Damer                          | Lisbeth Nygaard-Karlsson                  | Tingsryd hsc                   | 401                            | 2016-10-29                     | Carlskrona Cup                 |
| Pojkminior                     | Alexander Lundqvist                       | Alvesta Hsk                    | 558                            | 2016-03-05                     | DM Småland                     |
| Flickminior                    | Sandra Widlund                            | Växjö Hsk                      | 351                            | 2019-03-16                     | Värendspokalen                 |
| Pojkjunior                     | Tobias Gneupel                            | Sibbamåla IF                   | 463                            | 2014-04-26                     | Tingsryd Open                  |
| Flickjunior                    | Hathaichonlanee Phaengphui                | Växjö Hsk                      | 362                            | 2019-03-16                     | Värendspokalen                 |
| Minior dubbel                  | Emil Milsten/Tobias Gneupel               | Sibbamåla IF                   | 481                            | 2009-02-07                     | SM                             |
| Junior dubbel                  | Hathaichonlanee Phaengphui/Sandra Widlund | Växjö Hsk                      | 576                            | 2019-02-09                     | DM Småland                     |
| Senior dubbel                  | Kent Sundahl/Leo Andersson                | Carlskrona Hsc                 | 951                            | 2010-02-27                     | Blekinge DM                    |
| Mixed dubbel                   | Jabir Malgouth/Maj-Britt Jarl             | Växjö Hsk                      | 800                            | 2009-02-07                     | SM                             |
| 4-mannalag                     | Sandor, Jabir, Maj-Britt, Tobias          | Växjö Hsk                      | 1515                           | 2014-04-26                     | Tingsryd Open                  |

| Svenska Rekord utomhus 25 kast | Svenska Rekord utomhus 25 kast            | Svenska Rekord utomhus 25 kast | Svenska Rekord utomhus 25 kast | Svenska Rekord utomhus 25 kast | Svenska Rekord utomhus 25 kast |
| ------------------------------ | ----------------------------------------- | ------------------------------ | ------------------------------ | ------------------------------ | ------------------------------ |
| Herrar                         | Leo Andersson                             | Dynapac Hsc                    | 309                            | 2007-08-04                     | Carlskrona Cup                 |
| Damer                          | Sandra Widlund                            | Växjö Hsk                      | 295                            | 2020-06-14                     | SM i Kristianopel              |
| Pojkminior                     | Alexander Lundqvist                       | Alvesta                        | 233                            | 2015-05-30                     | Björkenäs Open                 |
| Flickminior                    | Sandra Widlund                            | Växjö Hsk                      | 295                            | 2020-06-14                     | SM i Kristianopel              |
| Pojkjunior                     | Mattias Olsson                            | Dynapac Södra                  | 280                            | 2007-06-02                     | Björkenäs Open                 |
| Flickjunior                    | Sandra Widlund                            | Växjö Hsk                      | 295                            | 2020-06-14                     | SM i Kristianopel              |
| Minior dubbel                  | Pontus o Tobias Vikström                  | Växjö Hsk                      | 173                            | 2004-06-13                     | SM i Stensjö                   |
| Junior dubbel                  | Hathaichonlanee Phaengphui/Sandra Widlund | Växjö Hsk                      | 350                            | 2020-06-13                     | SM i Kristianopel              |
| Senior dubbel                  | Sandra Widlund/Sandor Bodi                | Växjö Hsk                      | 510                            | 2020-06-14                     | SM i Kristianopel              |
| Mixed dubbel                   | Sandra Widlund/Sandor Bodi                | Växjö Hsk                      | 510                            | 2020-06-14                     | SM i Kristianopel              |
| 4-mannalag                     | Joel, Kent, Ingvar, Nathalie              | Carlskrona Hsc                 | 872                            | 2019-05-11                     | Moheda Open                    |

|  | Svenska Rekord utomhus 50 kast | Svenska Rekord utomhus 50 kast            | Svenska Rekord utomhus 50 kast | Svenska Rekord utomhus 50 kast | Svenska Rekord utomhus 50 kast | Svenska Rekord utomhus 50 kast |
|  | ------------------------------ | ----------------------------------------- | ------------------------------ | ------------------------------ | ------------------------------ | ------------------------------ |
|  | Herrar                         | Kristian Jältsäter                        | Vaxholm HSK                    | 547                            | 2024-05-11                     | Tingsryd Open                  |
|  | Damer                          | Sandra Widund                             | Växjö Hsk                      | 476                            | 2020-06-14                     | SM i Kristianopel              |
|  | Pojkminior                     | Alexander Lundqvist                       | Alvesta                        | 405                            | 2015-08-29                     | Åseda Open                     |
|  | Flickminior                    | Sandra Widlund                            | Växjö Hsk                      | 415                            | 2019-06-16                     | SM i Tingsryd                  |
|  | Pojkjunior                     | Tobias Vikström                           | Växjö Hsk                      | 457                            | 2012-05-12                     | Växjö Open                     |
|  | Flickjunior                    | Sandra Widlund                            | Växjö Hsk                      | 476                            | 2020-06-14                     | SM i Kristianopel              |
|  | Minior dubbel                  | Pontus & Tobias Vikström                  | Växjö Hsk                      | 330                            | 2004-06-13                     | SM i Stensjö                   |
|  | Junior dubbel                  | Hathaichonlanee Phaengphui/Sandra Widlund | Växjö Hsk                      | 646                            | 2020-06-14                     | SM i Kristianopel              |
|  | Senior dubbel                  | Hathaichonlanee Phaengphui/Sandor Bodi    | Växjö Hsk                      | 902                            | 2019-06-16                     | SM i Tingsryd                  |
|  | Mixed dubbel                   | Hathaichonlanee Phaengphui/Sandor Bodi    | Växjö Hsk                      | 902                            | 2019-06-16                     | SM i Tingsryd                  |
|  | 4-mannalag                     | Sandor, Tobias, Jabir, Maj-britt          | Växjö Hsk                      | 1667                           | 2013-06-01                     | Björkenäs Open                 |